# 小行星6062
小行星6062（6062 Vespa）是一颗围绕太阳公转的小行星。1983年5月6日，諾曼·G·托馬斯在美国亚利桑那州北部的可可尼诺县发现了此天体。
这颗小行星的绝对星等为155.1448435731577等。